# Rosa Olitzka
Rosa Olitzka, verheiratete Sinai (6. September 1873 in Berlin – 1949 in Chicago) war eine deutsche Opernsängerin (Kontra-Alt).

## Leben
Nachdem sie bei Désirée Artôt de Padilla und Julius Hey entsprechend ausgebildet worden war, widmete sie sich der Bühne. Eines ihrer ersten Engagements fand sie in Brünn, dann kam sie ans Hamburger Stadttheater, und hier wie dort fand diese vorzügliche Altistin starken Beifall. Ihre eigentlichen Erfolge jedoch erzielte sie größtenteils am Coventgardentheater in London und am Metropolitan Opernhause in New York. Aber nicht nur auf der Bühne, auch im Konzertsaal fand ihr prächtiger Kontra-Alt stürmische Anerkennung, und errang sie sowohl als Bühnensängerin auf ihren Gastspielreisen in Italien, Frankreich und Russland, wie als Konzertsängerin in Deutschland reiche Lorbeeren. Immer rühmte man die große Kraft und Fülle ihrer Stimme, das Quellende des Tones, das lebendige Ausdrucksvermögen und den ausgezeichneten Vortrag.